# 슬립 (공학)

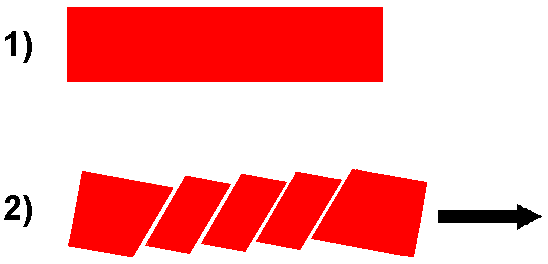
슬립 매커니즘.

슬립(Slip)은 금속 결정에 인장력을 가하면 원자가 원자면을 따라서 미끄럼 변형을 일으키는 현상을 가리킨다. 소성 변형이 계속적으로 진행되면 슬립에 대한 저항이 증가하게 되어 금속의 강도와 경도가 증가되는데 이러한 현상을 가공 경화현상이라고 한다.